# Каратыгин, Василий Андреевич
Васи́лий Андре́евич Караты́гин (26 февраля [10 марта] 1802 — 13 [25] марта 1853) — русский актёр, артист Александринского театра (с 1832); наиболее известный представитель творческой династии Каратыгиных, крупнейший трагик русской сцены первой половины XIX века.

## Биография
Родился 26 февраля (10 марта) 1802 года в Санкт-Петербурге в семье Андрея Васильевича и Александры Дмитриевны Каратыгиных.
Дебютировал в 1820 году в петербургском Большом театре в роли Фингала (одноимённая трагедия В. А. Озерова). Был знаком с Александром Пушкиным, Александром Грибоедовым, Кондратием Рылеевым, Вильгельмом Кюхельбекером.
В 1827 году его женой стала актриса и частая партнёрша по сцене Александра Михайловна Колосова.
В 1820-е годы определились характерные черты его актёрского стиля — приподнятая героика, монументальная парадность, напевная декламация, живописность, скульптурность поз. С момента открытия петербургского Александринского театра (1832) Каратыгин — ведущий трагик этого театра.
Самый первый исполнитель роли Чацкого («Горе от ума» А. С. Грибоедова) — 26 января 1831 года, Александринский театр.
Василий Андреевич умер 13 (25) марта 1853 года в Санкт-Петербурге. Был похоронен на Смоленском православном кладбище; там же рядом были погребены его жена Александра Михайловна и дочь Евгения Васильевна (в замужестве Тидеке). В 1936 году останки и надгробие (скульптура работы Александра Теребенёва) были перенесены в Александро-Невскую лавру на Тихвинское кладбище — Некрополь мастеров искусств.

### Созданный для трагедии
Василия Андреевича Каратыгина рано определили чиновником департамента внешней торговли. Но «чиновник», которому не исполнилось и шестнадцати, с упоением играл в домашних спектаклях, ставившихся в доме родителей, известных петербургских актёров. Василия заметил А. А. Шаховской, видный театральный деятель тех лет. Он изъявил желание «образовать юношу актёром». Затем учил Каратыгина П. А. Катенин — поэт и переводчик, близкий к декабристам. 3 мая 1820 года Василий Каратыгин впервые вышел на сцену. Он сыграл роль Фингала в одноименной трагедии В. А. Озерова. Первые в своей жизни аплодисменты Василий Андреевич воспринял как аванс в счёт будущего. Он с детства знал, что за счастье покорять сердца нужно платить огромным ежедневным трудом. Каратыгин стал режиссёром собственных ролей, работал над костюмом как профессиональный художник. Не случайно писал А. С. Грибоедов, что «для одного Каратыгина порядочные люди собираются в русский театр». На «Гамлете» с участием Каратыгина рыдал А. И. Герцен. А. С. Пушкин подарил актёру для бенефиса своего «Скупого рыцаря». Однако с приходом в русскую эстетическую мысль идей «натуральной школы» Каратыгин начинает терять свои лавры. Созданный для трагедии и романтической драмы, он стал казаться чрезмерным во всём. Всё же для людей декабристского поколения он остался в памяти как живое воплощение театра тех лет. В 1834 году В. К. Кюхельбекер в письме из Свеаборгской крепости спрашивал своих племянниц: «Бываете ли вы иногда в театре? Случается ли вам вслушиваться в собраниях в суждении об актёрах? Кроме Каратыгина, который образовался ещё при мне,— есть ли в русской труппе какой-нибудь отличный талант?»

### Литературная деятельность
В. А. Каратыгин (как его родной младший брат П. А. Каратыгин) является автором переделок и переводов многих известных французских водевилей и других драматических пьес, шедших на сценах императорских театров в XIX веке. Он перевёл или значительно переделал для русской сцены следующие пьесы:
- «Цыганы». Драматическое представление в 2 к., взятое из поэмы А. С. Пушкина
- «Мал да удал, или Записки гусарского полковника» (Les Mémoires d’un colonel de hussards). Водевиль в 1 действии Э. Скриба и Мельвиля. Перевод с французского.
- «Адольф и Клара, или Два арестанта» (Adolphe et Clara, ou Les Deux Prisonniers). Комедия в 1 действии Б.-Ж. Марсолье. Пер. с фр.
- «Фанни, или Мать и дочь соперницы» (La Mère et la fille). Ком. в 5 д. Эмпи (Adolphe Simonis Empis) и Э. Мазера. Пер. с фр.
- «Антоний» (Antony). Трагедия в 5 д. Перед. с фр. Драма А. Дюма.
- «Изора, или Бешеная» (Isaure). Ком. в 3 д. Теодора, Бенжамена и Франсиса. Пер. с фр.
- «Елизавета и граф Эссекс». Трагедия в 5 действиях. Переделка с немецкого в стихах трагедии в прозе И.-Г. Дика «Graf Essex».
- «Полночь, или Кто прежде поцелует» (Minuit, ou La veille du jour de l’an). Ком. в 1 д. Дезодра и А. Сен-При. Перед. с фр. в вольных стихах
- «Мирандолина, или Седина в бороду, а бес в ребро» (Mirandolina). Ком. в 3 д. К.-Л. Блума. Переделка комедии К. Гольдони «Трактирщица». Пер. с немецкого языка.
- «Двое за четверых, или Ревность и шутка» (Défiance et malice, ou Le prété rendu). Ком. в 1 д. М. Дьелафуа. Пер. с фр. в стихах;
- «Мария, или 17 лет из жизни женщины» (Маrie, ou Les trois époques). Драма в 3 д. М. Ансело (Marguerite-Louise Virginie Ancelot). Пер. с фр.
- «Все или ничего» (Tout ou rien). Драма в 3 д. Поля де Кока. Пер. с фр.
- «Кин, или Гений и беспутство» (Kean, ou Désordre et génie). Ком. в 5 д. А. Дюма. Пер. с фр.;
- «Эсмеральда, или Четыре рода любви» (Der Glockner von Notre-Dame). Драма в 5 д. с прологом «Алый башмачок» Ш. Бирх-Пфейффер. Сюжет заимств. из романа В. Гюго «Собор Парижской Богоматери». Пер. с нем.
- «Король Лир» (King Lear). Тр. в 5 д. Шекспира. Пер.;
- «Кай-Марций Кориолан» (Coriolanus). Историческая тр. в 4 д. Пер. тр. в 5 д. В. Шекспира
- «Она помешана» (Elle est folle). Драма в 2 д. Мельвиля. Пер. с фр..
- «Братья-враги, или Мессинская невеста» (Die Braut von Messina). Тр. в 3 д. Ф. Шиллера. Пер. с нем..
- «Мономан, или Помешанный» (Le Monomane). Драма в 5 д. Ш. Дюверье (Charles Duveyrier). Пер. с фр.;
- «Живая покойница» (La Nonne sanglante). Драма в 5 д. О. Анисе-Буржуа. Пер. с фр.
- «Испытание, или Завязка и развязка» (Discretion). Ком. в 1 д. Ф. Дюмануара и Камиля. Пер. с фр.;
- «Еврей, или Слава и позор». Тр. в 4 д. Перед. с фр. Драма в 5 д. В. Сежура «Diegarias» в стихах
- «Графиня Клара д’Обервиль» (La Dame de Saint-Tropez). Драма в 5 отд. О. Анисе-Буржуа
- «Предок и потомки» (Les Burgraves). Драма в 3 д. В. Гюго. Пер. с фр. в стихах и в прозе
- «Мечтания Тасса» (Une vision de Tasse). Мелодрама в 1 д. в стихах. Пер. с фр.
- «Кастильская честь». Драма в 1 д. (5-е д. тр. В. Гюго «Эрнани»). Пер. с фр. в стихах

## Галерея
- Портрет В. А. Каратыгина  кисти В. А. Тропинина
- Каратыгин Василий Андреевич. Литография с фотографии 1850—1852 годов.
- Памятник В. А. Каратыгину на месте первоначального захоронения
- Могила В. А. Каратыгина в Некрополе мастеров искусств Александро-Невской лавры в Санкт-Петербурге
- Бюст В. А. Каратыгина в составе надмогильного памятника